# Havsudden
Havsudden är en udde i Finland.   Den ligger i den ekonomiska regionen  Borgå  och landskapet Nyland, i den södra delen av landet, 40 km öster om huvudstaden Helsingfors. Havsudden ligger på ön Emsalö.
Terrängen inåt land är mycket platt. Havet är nära Havsudden söderut.  Närmaste större samhälle är Borgå, 20,0 km norr om Havsudden. 